# Kilroy was here
Kilroy Was Here er også titlen på et rockopera/konceptalbum af Styx.
Kilroy was here er et amerikansk udtryk i popkulturen og ses ofte i graffiti. Hvor det stammer fra er uklart, men genkendelsesfaktoren for krusedullen af "Kilroy" der kigger over en mur er allestedsnærværende i USA.
Den samme krusedulle ses også i andre kulturer, men fyren der kigger over muren kaldes ikke Kilroy men Foo. Australske børn skriver "Foo was here" under tegningen. En tradition, der måske stammer fra Storbritannien, hvor krusedullen er kendt som Chads. I Chile er tegningen kendt som en "sapo" frø. Dette refererer formentlig til tegningens stirren, der kan associeres med frøer på grund af deres fremstående øjne.

## Oprindelse
Frasen opstod hos tjenestegørende i USA's hær under 2. verdenskrig, som tegnede krusedullen og teksten "Kilroy was here" på vægge andre steder, hvor de var stationeret. Brewer's Dictionary of Phrase and Fable anfører, at den især blev forbundet med Luftfragtkommandoen i hvert fald i Storbritannien.
Medens sloganets oprindelse er uvis, er tegningens oprindelse bedre kendt. Det er næsten sikkert, at den opstod som Chad i Storbritannien før 2. verdenskrig. Det var en af tegneseriemageren George Edward Chatterton's kreationer. Formentlig smeltede de sammen i 1940'erne under den store tilstrømning af amerikanere til Storbritannien. Chad tegneserien var meget populær og kunne findes overalt i Storbritannien med sloganet "Hvadbehager, ingen ....?" eller "Hva, ingen....?" underneden, som en kommentar til en mangelsituation eller rationering. (Den blev blandt andet set på siden af et svævefly tilhørende den britiske 1. luftbårne division med den beklagende tekst: "Hva, ingen motor?" 
En teori identificerer James J. Kilroy, en amerikansk skibsværftsinspektør, som manden bag signaturen. Under 2. verdenskrig arbejde han hos Bethlehem Steel skibsvæftet i Quincy, Massachusetts, hvor han hævdede at have bruge sætningen til at markere de nitter, han havde kontrolleret. De skibsbyggere, hvis nitning han havde kontrolleret, fik betaling efter, hvor mange nitninger de havde foretaget. De opdagede, at de kunne fjerne hans kridtmærker og fik så dobbelt betaling. James J. Kilroy gik derefter over til at bruge en gul farvekridt, som var sværere at fjerne og fik på den måde stoppet snyderiet. På den tid blev skibene taget i brug uden at de var blevet malet overalt. Så når aflukkede steder blev åbnet for vedligeholdelse fandt sømænd og soldater det mærkelige navn skrevet. Tusinder af tjenestegørende har haft mulighed for at se hans slogan og Kilroys allestedsnærværelse og uigennemskuelighed kan have startet legenden. Derefter kan de tjenstegørende have begyndt, selv at skrive sloganet forskellige steder og især på nyerobrede steder. På et senere tidspunkt er graffitien (Chad) og sloganet (Kilroy Was here) så blevet forbundet(Michael Quinion. 3 April 1999.)
Forfatteren Charles Panati siger: "Det skeptiske ansigt og frasen blev en national spøg". Han fortsatte: "Det frække ved graffitien var ikke så meget, hvad den sagde, som hvor den viste sig".
Kilroy blev den mest populære af sin type såvel under 2. verdenskrig som i dag. Clem (i Canada), Overby (Los Angeles i sen'60erne), Chad og Mr. Foo (begge Storbritannien under 2. verdenskrig) nåede aldrig samme popularitet som Kilroy. Den store Kilroy-graffitidille ophørte i 1950'erne, men selv i dag skriver folk over hele verden "Kilroy was here" på skoler, tog og lignende offentlige steder. 
New York Times rapporterede dette som oprindelsen i 1946 med den tilføjelse, at Kilroy havde mærket selve skibene, medens de blev bygget, så på et senere tidspunkt ville frasen blive fundet, skrevet på steder, som ingen graffitikunstner ville være i stand til at nå (indeni hulrum i skroget for eksempel). Dette nærede den mystiske betydning af frasen, for når Kilroy kunne efterlade sit mærke der, hvad ville han så ikke være stand til at gøre?
The Peoples's Almanac ved David Wallechinsky og Irwing Wallace (1975) foreslår en alternativ forklaring:
En freudiansk kilroyteori kunne være, at Kilroy er en moderne version af den gamle Oedipus legende. I henhold til denne teori betyder Kilroy faktisk "kill roi" (dræb kongen, idet roi er det franske ord for konge). Konge og fader er identiske begreber, så Kilroy er et udtryk for den ødipale trang til at dræbe ens fader. Den ledsagende trang til at gifte sig med ens moder er symboliseret ved Kilroys fremkomst på utilgængelige, tabubelagte steder.

## Myter
Der er mange myter knyttet til Kilroygraffitien. En hævder, at Adolf Hitler mente, at Kilroy var en slags amerikansk superspion, fordi graffitien blev ved at dukke op selv i sikre nazianlæg. Formentlig fordi der var brugt erobret allieret militært udstyr. En anden hævder, at Stalin var den første til at benytte et toilet specielt opført til lederne ved Potsdam-konferencen. Da han kom ud derfra, spurgte han en af sine folk: "Hvem er Kilroy?". En af myterne hævder, at en tysk officer efter, at have set adskillige Kilroy'er i forskellige byer, bad sine folk sørge for at hvis de stødte på Kilroy, så vil han personligt have lov at afhøre ham.
Grafittien findes sædvanligvis på forskellige betydningsfulde og/eller utilgængelige steder så som Frihedsgudindens fakkel, på Marco Polo broen i Kina, i hytter i Polynesien, på en højtsiddende brodrager på George Washington, broen i New York, på toppen af Mount Everest, på undersiden af buen i L'Arc de Triomphe, skrevet i månens støv, indeni et af Potsdam konferencens VIP-toiletter, i forskellig bunkers fra 2. verdenskrig beliggende forskellige steder i Tyskland, i Paris' kloaker og som en hyldest til sin oprindelse i mindesmærket for 2. verdenskrig i Washington D.C.
The Transit Company of America afholdt en konkurrence i 1946, hvor man udlovede en sporvogn til manden, der kunne sandsynliggøre, at han var den rigtige 'Kilroy'. J.J. Kilroy deltog i konkurrencen, hvor han fik et par arbejdskammerater til at bevidne, at han uimodsigeligt var den rigtige Kilroy. De andre ca. 40 deltagere var ikke i stand til fremlægge beviser på, at de var den rigtige Kilroy og vandt derfor ikke sporvognen. Kilroy gav præmien til sin børn, så de kunne lege med den i forhaven.

## Kilroy i popkulturen
- Isaac Asimov har udgivet en novelle kaldet "Budskabet" (1955), som er fortællingen om en historiker fra det 30.århundrede, der hedder George Kilroy, som rejser tilbage i tiden for at opleve historiske begivenheder. Det er medens han er vidne til de allieredes første landsætning under 2. verdenskrig i Afrika, at Kilroy efterlader sin første graffiti, ridset ind i en klint på stranden. Denne fortælling kan findes i Asimov's novellesamling "Earth Is Room Enough" eller i "The Complete Stories Volume 1".

- En antologi med Asimov som redaktør, 100 gode, korte science fiction historier (100 Great Science Fiction Short Short Stories), indeholder et stykke af forfatter Paul Bond med titlen Stenen fra Mars hvori de menneskelige eventyrer finder en kryptisk besked hugget ind i en stenvæg som bliver afkodet til KILROY WAS HERE.
- Novellen V. af Thomas Pynchon hævder at Kilroy originalt var en del af et skema til et kredsløb (band-pass filter).
- I en af Sten & Stoffer tegneserierne, Sten bygger et kæmpe halvt hoved og fingre ud af sne på toppen af en bakke; set fra den rigtige vinkel ligner det en stor Kilroy der kigger over bakketoppen.
- Da den italienske tegneserie Amok første gang blev udgivet i Sverige, blev dens titel ændret til Kilroy på grund af frasens popularitet i landet. Det første nummer af tegneserie magasinet Serie-Magasinet udgivet i 1948 pralede stolt "Kilroy är här!" ("Kilroy is here!") på forsiden.
- Kilroy nævnes i romanen "Closing Time", opfølgeren til Catch-22, af Joseph Heller.
- I bogen Kilroy Kilroy af den danske forfatter Ib Michael, er hele hovedpersonens omdrejningspunkt Kilroy-tagget.
- Peter Viereck's digt "KILROY"[2]
- Kilroy graffitien forekommer i banken mod slutningen af "Kelly's Helte". I stedet for "kilroy var her" er budskabet "skråt op".
- Rockgruppen Styx' 1983-album hed Kilroy Was Here.
- Kilroy findes på siden af Jerry Seinfeld's køleskab i den første episode af sæbeoperaen Seinfeld.
- Kilroy is here forekommer på en militær lastbil i Patton en biografisk film om general George Patton.
- Kilroy Was Here graffitien med Kilroy kiggende over muren findes sprøjtemalet i det populære spil Counter-Strike: Source
- Der findes en musical om en menig Kilroy, som tilfældigvis også er hemmelig agent for O.S.S. under 2. verdenskrig.
- Ib Michael bruger Kilroy som navngivende motiv i hans roman Kilroy Kilroy fra 1989.